# Luigné
Luigné korábbi község Franciaország Loire mente régiójában, Maine-et-Loire megyében. 2016. december 15-én kilenc másik korábbi községgel egyesült és Brissac Loire Aubance új község része lett.
Lakosainak száma 285 fő (2018. január 1.). Luigné Les Alleuds, Brigné, Chavagnes, Martigné-Briand, Noyant-la-Plaine és Saulgé-l’Hôpital községekkel határos.

## Népesség
A település népességének változása:
| Lakosok száma | 172  | 165  | 163  | 166  | 179  | 269  | 266  | 266  | 265  | 285  |
|               | 1968 | 1975 | 1982 | 1990 | 1999 | 2011 | 2013 | 2015 | 2017 | 2018 |